# Da Capo (série de jeux vidéo)
Pour les articles homonymes, voir Da Capo (homonymie).
Da Capo (～ダ・カーポ～, Da Kāpo, souvent abrégé D.C. ou dc) est une série de jeux vidéo japonais à l'origine pour adultes (du premier au deuxième jeu) puis tout public (à partir du troisième jeu) de type visual novel de Circus débutée en 2002 avec la sortie de Da Capo sur PC.

## Jeux principaux de la série
| Jeux principaux de la série Da Capo. |                        |
| 2002                                 | D.C. ~Da Capo~         |
| 2003                                 |                        |
| 2004                                 |                        |
| 2005                                 |                        |
| 2006                                 | D.C. II ~Da Capo II~   |
| 2007                                 |                        |
| 2008                                 |                        |
| 2009                                 |                        |
| 2010                                 |                        |
| 2011                                 |                        |
| 2012                                 | D.C. III ~Da Capo III~ |
| 2013                                 |                        |
| 2014                                 |                        |
| 2015                                 |                        |
| 2016                                 |                        |
| 2017                                 |                        |
| 2018                                 |                        |
| 2019                                 | D.C.4 ~Da Capo 4~      |

- Da Capo, le premier visual novel de la série Da Capo, sorti en 2002 ;
- Da Capo II, le deuxième visual novel de la série Da Capo, sorti en 2006 ;
- Da Capo III, le troisième visual novel de la série Da Capo, sorti en 2012 ;
- Da Capo 4, le quatrième visual novel de la série Da Capo, sorti en 2019 ;

## Traductions
MangaGamer a produit les traductions officielles pour les 3 premiers jeux de la série en anglais.

## Voir également
- Circus (entreprise)
- Visual novel